# Triscaidecafòbia
La triscaidecafòbia és la por al nombre 13. Es considera normalment una superstició. Una fòbia específica al divendres 13 es diu parascevedecatriafòbia o friggatriscaidecafòbia.

## Orígens
S'ha relacionat amb el fet que hi havia 13 persones en l'Últim Sopar de Jesús, però probablement es va originar en temps medievals. S'ha relacionat també amb el fet que un calendari lunisolar ha de tenir 13 mesos en alguns anys, mentre que el calendari solar gregorià i el calendari lunar musulmà sempre tenen 12 mesos en un any.
La triscaidecafòbia pot haver afectat també els vikings – es creu que Loki, en el panteó nòrdic, era el 13è déu. Això es "va cristianitzar" més tard al dir que "Satan" era el 13è àngel.
El Codi de Hammurabi (al voltant del 1686 a. de C.) omet el nombre 13 en la seva llista numerada. Això sembla indicar que aquesta superstició existia molt abans de l'era cristiana.
En general, el 13 es pot considerar un nombre "dolent" senzillament perquè és un més que 12, el qual és un nombre popularment utilitzat en moltes cultures (degut al fet que és un nombre altament compost).

## Exemples
En alguns edificis ometen el pis 13, saltant del pis 12 al 14 per evitar l'angoixa dels triscaidecafòbics, o utilitzant en el seu lloc 12a i 12b. Això també s'aplica a vegades als números de les cases o habitacions (com per exemple en els hospitals). El mateix és vàlid per les files dels avions.